# Décès en 892
Décès
- 888
- 889
- 890
- 891
- 892
- 893
- 894
- 895
- 896

Cette page dresse une liste de personnalités mortes au cours de l'année 892 :
- 13 juillet : Arn de Wurtzbourg, évêque de Wurtzbourg.
- août : Nasr Ier, émir samanide.
- 29 août[1] : Theodora, moniale de Thessalonique.(née en 812).

- Ahmad ibn Yahya al-Baladhuri (en), historien arabe auteur des Conquêtes des pays, histoire de l’expansion musulmane.
- Al-Balâdhurî, historien arabe de Bagdad.
- Al-Mutamid, quinzième calife abbasside de Bagdad.
- Al-Tirmidhî, un des grands traditionnistes de l’islam, auteur de neuf ouvrages dont al-Jāmi.
- Gautier de Laon, comte de Laon.

## Crédit d'auteurs
- Cet article est partiellement ou en totalité issu de l'article intitulé « 892 » (voir la liste des auteurs).